# Famille de Montrognon de Salvert
 (juillet 2019).
Si vous disposez d'ouvrages ou d'articles de référence ou si vous connaissez des sites web de qualité traitant du thème abordé ici, merci de compléter l'article en donnant les références utiles à sa vérifiabilité et en les liant à la section « Notes et références ».
Pour les articles homonymes, voir Montrognon et Salvert.
La famille de Montrognon de Salvert (prononcer Mont|Rognon), est une famille subsistante de la noblesse française originaire d'Auvergne, d'ancienne extraction sur preuves de 1496, maintenue dans sa noblesse en 1667, admise aux honneurs de la cour en 1760 , comte en 1860. 

## Histoire
La famille de Montrognon était titulaire depuis le Moyen Âge des seigneuries de Montrognon, d'Opme, de Beaumont, de Saint-Gervais, des Crottes, de Charbonnières, de Salvert, de La Chassaigne, de la Rochebriand, de la Motère, de Chars, de Saint-Allevart, de Fourange, de Clavières, de Vaurs, de la Sépouse, de Rubeyriex, etc.
Selon Albert de Remacle la famille de Montrognon est mentionnée depuis la fin du XIIe siècle. Elle est originaire de Montrognon à Ceyrat en Auvergne où se trouvent les ruines d'un ancien château fort. Alliée au Moyen Âge aux dauphins d'Auvergne, comtes de Clermont[réf. nécessaire], la famille de Montrognon doit son nom à cet ancien château fort de Montrognon perché sur une montagne dominant la ville de Clermont-Ferrand. Ce château-fort fut cédé, à titre d'échange, par Guillaume de Montrognon, avant 1234, à Guillaume, dauphin, comte de Clermont et à Robert I, son fils. En retour, Guillaume de Montrognon avait reçu la terre d'Opme que ses descendants possédèrent pendant plusieurs siècles sous l'obligation de la foi-hommage aux dauphins comme seigneurs dominants.
On trouve des familles de Montrognon mais dont le point de jonction n'est pas établi :
- Les seigneurs du Mas qui a donné les rameaux de La Combe, de Grolière et de Crottes prouvait sa filiation depuis 1460, fut maintenue noble en 1667 et était connue exclusivement sous le nom de Montrognon[4],[5].
- Les seigneurs de Salvert, fief sur la paroisse Fontanières dans la Marche (province), maintenue noble en 1667 avec une filiation prouvée remontant à 1496 selon Régis Valette qui ne fait pas mention d'un rattachement avec d'autres familles du même patronyme[5]. Elle a donné les rameaux des seigneurs de Neuville et de La Chaux, des seigneurs de Clavières, des seigneurs de Rouziers, des seigneurs de Fouranges et des seigneurs de La Prade et de La Motte d'Arçon[4]. La famille de Montrognon de Salvert été admise en 1760 aux Honneurs de la Cour,[5],[6] et reçut le titre de comte héréditaire par décret impérial de 1860[4],[5].

Elle est inscrite à l'Association d'entraide de la noblesse française depuis 1959.

## Personnalités

### Filiation non prouvée
- Guillaume de Montrognon, mentionné en 1196 et 1207, fut l'un des garants du traité conclu par Guillaume dauphin d'Auvergne avec le roi Saint Louis en 1229[8].
- Chatard de Montrognon accompagna le roi Saint Louis à la croisade en 1248 combattit à la funeste journée de la Massoure et se trouvait à Saint Jean d'Acre au mois de mars 1250[8].

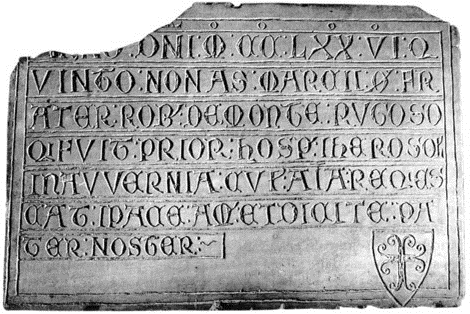
Épitaphe de Robert de Montrognon. Cette plaque, conservée miraculeusement après la disparition du tombeau, est conservée au musée de Clermont-Ferrand.

- Robert de Montrognon, prieur d'Auvergne (de 1262 à 1277) pour l'ordre des Hospitaliers de Saint Jean de Jérusalem. Il passa un accord au mois d'avril 1266 avec le seigneur de Châteauvillain et de Luzy, au sujet de la justice des lieux d'Anglures et de "Marciaco" et de divers droits réclamés sur l'hôpital d'Anglures[9]. Il mourut en 1276 et fut enterré à l'église Saint-Jean-de-Ségur à Montferrand[8] où fut placée une plaque qui, après la disparition du tombeau a été conservée et se trouve désormais au musée de Clermont-Ferrand.
- Hugues de Montrognon, chevalier, seigneur d'0pme en 1272 épousa Valence Béliote de Cébazat, sœur de Guillaume de Cébazat, damoiseau. Cette dame qui était veuve en 1303 rendit foi hommage en 1310 à l'évêque de Clermont pour le fief de la Tour qu'elle possédait à Clermont en la paroisse de Saint Cassy[8].
- Robert de Montrognon (fils du précédent), chevalier seigneur d'Opmne en 1303 1335, seigneur de la Prugne près de Montrognon en 1311. Il rendit foi hommage à l'évêque de Clermont en 1307 pour le fief de la Tour situé à Clermont.
- Chatard de Montrognon (fils du précédent), damoiseau seigneur d'Opme qui en 1344 rend foi hommage à l'évêque de Clermont pour le fief de la Tour[8].
- Robert de Montrognon était doyen du chapitre de Cournon en 1330[8].
- Raoul de Montrognon chanoine de Notre Dame d'Orcival mourut vers 1340[8].
- Bertrand de Montrognon dit Jehan vivait en 1344. Ce dernier qui était seigneur de Salvert avait épousé Catherine héritière de la terre de Salvert nom que sa postérité adopta et c'est de lui que descendent les nombreuses branches de la famille de Montrognon de Salvert selon Ambroise Tardieu[8] mais non confirmé par d'autres sources.

### Filiation suivie, mais sans rattachement consensuel avant 1496
- François I de Montrognon, "marquis" de Salvert, commanda le ban et l'arrière ban de la noblesse d'Auvergne en 1675.
- François II de Montrognon de Salvert, né en 1675, page du roi en sa grande écurie en 1690, puis écuyer de François Louis de Bourbon, prince de Conti (1664-1709), puis du Dauphin, fils du roi Louis XIV.
- Gilbert de Montrognon de Salvert, seigneur de Fouranges, Jabian et des Fourneaux, lieutenant de dragons dans le régiment de la reine en 1681, maintenu dans sa noblesse d'ancienne extraction le 15 mai 1698 dans la Généralité de Moulins.
- Jean de Montrognon de Salvert, lieutenant des gardes de la marine de Rochefort, tué au combat en 1701.
- Guillaume, de Montrognon, "marquis" de Salvert, seigneur de La Rodde et de Marse (~1773), lieutenant général des armées du roi en 1738.
- François III de Montrognon de Salvert, commandant des écuries de la Reine Marie-Antoinette.
- Jean-François de Montrognon de Salvert, premier page de la reine Marie-Antoinette puis écuyer du roi Louis XVIII.
- Louis-Gédéon et François de Montrognon de Salvert, premiers pages des rois Louis XVIII et de Charles X.

- Aymeric de Montrognon de Salvert, prêtre des Missions Étrangères de Paris, mis en cause en avril 2023 dans une affaire d'abus sexuels sur personnes majeures vulnérables (instruction en cours, pas de mise en examen à cette date, le procureur a rappelé que le père de Salvert est présumé innocent à ce jour)[10].

## Armes, blasons, devises
- Armes : d'azur, à la croix ancrée d'argent
- Couronne : marquis
- Supports : deux griffons

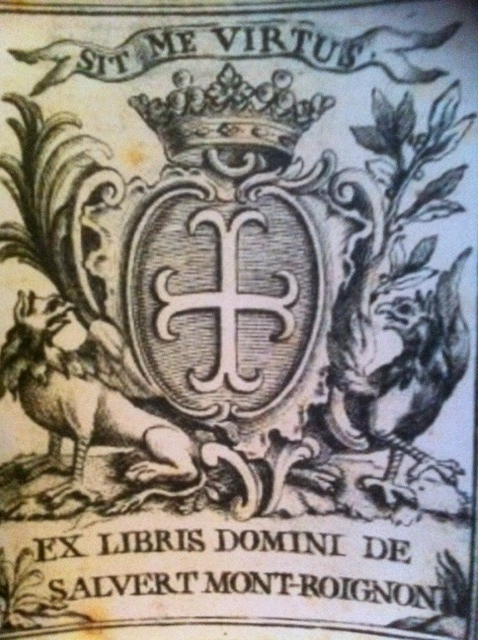
Ex-libris aux armes de la famille

## Alliances
Les principales alliances de la famille Montrognon de Salvert sont : du Puy de Dames, de Rouziers, de La Salle de La Rodde, de La Rochebriant, du Peyroux, du Vernet, de La Salle de Montcervier, Brévau de Redemont, Cuvier, Séguier, Vaucanson, Le Tourtier de Bellande, Mac Guir de Crux, de La Taille, Nadault de Nouhére, d’Amédor de Mollans, d'Argent, d'Astorg, de la Barre de Carroy, de Beaufort, de Châlus, du Fayet de La Tour, de Fontanges, de Longueil, du Motier de Lafayette, de La Roche-Aymon, de Maillard, de Montal, Moreau de Montcheuil.